# Castillo de Albatárrech
El castillo de Albatárrech (o castillo de los Espolters) es un castillo-palacio situado en el municipio de Albatárrech en la provincia de Lérida.
Es un edificio de planta rectangular, situado en el casco antiguo de la población, construido a mediados del siglo XVI por Martí Joan de Espolter, siguiendo un estilo renacentista. A mediados del siglo XVIII pertenecía a Vicenç de Espolter.
Entre los años 1924 y 1926 fue restaurado siguiendo una línea medievalizante. Actualmente es de propiedad privada y se encuentra en muy buen estado de conservación.